# Reginald Rose
Reginald Rose (* 10. Dezember 1920 in New York City; † 19. April 2002 in Norwalk, Connecticut) war ein US-amerikanischer Drehbuchautor und Bühnenautor. Roses Werk ist gekennzeichnet durch seine Herangehensweise an umstrittene soziale und politische Fragestellungen. Sein realistischer Ansatz beim Schreiben begründete den „Slice of Life“-Erzählstil in der dramatischen Erzählkunst für das Fernsehen mit. Dieser beeinflusste beispielsweise die Anthologie-Serien im US-Fernsehen der 1950er Jahre.
Rose begann 1938 nach Beendigung seines Studiums am City College in New York als Werbetexter zu arbeiten. Zwischen 1942 und 1946 war er Soldat im Zweiten Weltkrieg und brachte es bis zum Leutnant. Ab 1951 schrieb er Drehbücher für Fernsehprogramme und Bühnenstücke. Sein berühmtestes Werk war das Justizdrama Die zwölf Geschworenen (Twelve Angry Men), das er 1954 als Fernsehspiel innerhalb der Reihe Studio One geschrieben hatte. Bei der von Sidney Lumet 1957 mit Henry Fonda in der Hauptrolle inszenierten Kinofassung fungierte Rose als Drehbuchautor und Produzent. In den folgenden Jahrzehnten folgten weitere Verfilmungen dieses Stücks. Auch für das Medizindrama Ist das nicht mein Leben? hat er das Drehbuch verfasst. Für seine Arbeiten erhielt Rose zahlreiche Auszeichnungen, unter anderem mehrere Emmy Awards.

## Filmografie (Auswahl)
Drehbuch
- 1956: Entfesselte Jugend (Crime in the Streets)
- 1957: Die zwölf Geschworenen (Twelve Angry Men)
- 1957: Dino – der Bandit (Dino)
- 1959: Das tödliche Netz (The Man in the Net)
- 1959: Der Mann aus dem Westen (Man of the West)
- 1973: Baxter und die Rabenmutter (Baxter!)
- 1977: Die Wildgänse kommen (The Wild Geese)
- 1978: Rendezvous mit Leiche (Somebody Killed Her Husband)
- 1979: Die Seewölfe kommen (The Sea Wolves)
- 1979: Studs Lonigan (TV-Miniserie)
- 1980: Ist das nicht mein Leben? (Whose Life Is It Anyway?)
- 1982: Das Kommando (Who Dares Wins)
- 1985: Wildgänse 2 (Wild Geese II)
- 1987: Flucht aus Sobibor (Escape from Sobibor)
- 1997: Defenders 2 – Die Macht des Bösen (The Defenders 2 – Choice of Evil)
- 1997: Die 12 Geschworenen (Twelve Angry Men)

Literarische Vorlage
- 1967: Ein Fremder auf der Flucht (Stranger on the Run)